# Ruta Provincial E 87 (Córdoba)
La Ruta Provincial E-87 es una carretera Argentina, ubicada en la región centro-este de la Provincia de Córdoba, que discurre entre los departamentos Rio Segundo y Tercero Arriba.
Tiene una extensión de poco más de 60 km y une la comuna de Carrilobo, con el municipio de James Craik.
Posee más del 90% de su trazado sin asfalto, y discurre serpenteando una región netamente agrícola.

Está dividida en 2 tramos claramente identificables: el primero inicia en su origen y alcanza el kilómetro 135 de la  RP 10 (en el plano, tramo en rojo). El segundo tramo (en azul), se inicia en el kilómetro 140 de la ruta antes mencionada hasta alcanzar el kilómetro 573 de la  RN 1V09 , en la localidad de James Craik, donde finaliza.

## Localidades
En su derrotero, interseca una sola localidad: Colazo, que cuenta con 2.133 habitantes. No es cabecera de departamento, y su fisonomía es la típica de un pueblo netamente agrícola. Posee el grado de comuna ya que su población no alcanza los 2000 hab